# 鄭栄植
鄭 栄植（チョン・ヨンシク、英語: Jeoung Young-sik、朝鮮語: 정영식、1992年1月20日 - ）は、韓国の卓球選手。ITTF世界ランキング最高位は7位。
T.T彩たまに2018-19シーズンから所属しているが、韓国での徴兵のため2019-20シーズンには参加していない。

## 主な戦績
2015年
- 韓国オープン シングルス優勝
- オーストラリアオープン シングルス優勝

2016年
- ワールドツアーグランドファイナル，ドーハ（カタール） シングルス準決勝進出
- リオオリンピック 男子団体4位

2017年
- ドイツオープン ダブルス優勝（李尚洙とペア）
- 世界選手権デュッセルドルフ（ドイツ） ダブルス準決勝進出（李尚洙とペア）

2018年
- 世界選手権団体ロンドン3位
- ジャパンオープン ダブルス優勝（李尚洙とペア）